# اولیویرا دو هاسپیتال
شهر اولیویرا دو هاسپیتال (به پرتغالی: Oliveira do Hospital) در اولیویرا دو هاسپیتال در کشور پرتغال واقع شده‌است. جمعیت این شهر ۴٬۴۰۰ نفر  است. در تاریخ ۲ ژوئیه ۱۹۹۳ به عنوان شهر شناخته شد.